# 1864
Промислова революція •  Національно-визвольні рухи • Робітничий рух •  Колоніальні імперії •  Рісорджименто •  Громадянська війна у США.

## Геополітична ситуація
У Росії царює імператор Олександр II (до 1881). Російській імперії належить більша частина України, значна частина Польщі, Грузія, Закавказзя, Фінляндія, Аляска. Україну розділено між двома державами — Королівство Галичини та Володимирії належить Австрії, Правобережжя, Лівобережжя та Крим — Російській імперії.
В Османській імперії править султан Абдул-Азіз (до 1876). Під владою османів перебувають Близький Схід та Єгипет, Середземноморське узбережжя Північної Африки, Болгарія. Васалами османів є Сербія та Боснія, Волощина та Молдова.
В Австрійській імперії править Франц-Йосиф I (до 1916). Імперія охоплює, крім власне австрійських земель, Угорщину з Хорватією, Трансильванію, Богемію. На троні сидить Вільгельм I (до 1888). Королівство Баварія очолив Людвіг II (король Баварії) (до 1886). Австрія, Пруссія, Баварія та інші німецькомовні держави об'єднані в Німецький союз.
У Франції править Наполеон III Бонапарт (до 1870). Франція має колонії в Алжирі, Карибському басейні, Південній Америці та Індії. На троні Іспанії сидить Ізабелла II (до 1868). Королівству Іспанія належать частина островів Карибського басейну, Філіппіни. У Португалії править Луїш I (до 1889). Португалія має володіння в Африці, Індії, Індійському океані й Індонезії.
У Великій Британії триває Вікторіанська епоха — править королева Вікторія (до 1901). Британія має колонії в Північній Америці, на Карибах, на півдні Африки та в Індії. Королівство Нідерланди очолює Віллем III (до 1890). Король Данії та Норвегії — Кристіан IX (до 1906), на шведському сидить Карл XV (до 1872). Королівство Італія, очолює Віктор Емануїл II (до 1878). Існує Папська держава з центром у Римі.
Бразильську імперію очолює Педру II (до 1889). Посаду президента США займає Авраам Лінкольн, триває Громадянська війна. Територія на півночі північноамериканського континенту, Провінції Канади, належить Великій Британії, територія на півдні континенту — Мексиці.
В Ірані при владі Каджари. Владу над Індостаном утримує Британська корона. У Бірмі править династія Конбаун, у В'єтнамі — династія Нгуєн. У Китаї володарює Династія Цін, закінчилося Тайпінське повстання. У Японії триває період Едо.

## Події

### В Україні
- У Львові відкрився Театр Української Бесіди.
- На Волині виникли перші баптистські громади.

### У світі
- 1 лютого почалася Друга Шлезвізька війна.
- 1 березня прем'єр-міністром Іспанії став Алехандро Мон Менендес.
- 10 квітня проголошено Мексиканську імперію, яку очолив Максиміліан I.
- 12 квітня Ку-клукс-клан організували убивство 300 солдат-афроамериканців армії Півночі, захоплених у полон у Форт-Піллоу, штат Теннесі.
- 21 травня почався геноцид черкесів.
- 18 червня поразкою патріотів завершилося Січневе повстання у Польщі.
- 19 липня завершилося Тайпінське повстання.
- 20 серпня в Японії відбувся інцидент біля Імператорських воріт.
- 22 серпня підписано першу Женевську конвенцію.
- 2 вересня війська Півночі увійшли в Атланту.
- 30 жовтня Друга Шлезвізька війна завершилася поразкою Данії.
- 31 жовтня Невада увійшла до складу США 36-им штатом.
- 8 листопада президента США Авраама Лінкольна переобрано на другий термін.
- 15 листопада розпочався похід Шермана до моря.
- 20 листопада в Російській імперії почалася судова реформа.
- 13 грудня розпочалася війна Потрійного альянсу (Парагвайська війна).

### В суспільному житті
- На острові Шрі Ланка, поблизу Коломбо, побудована перша залізнична лінія.
- На острові Ява, поблизу Семаранг прокладена перша залізнична гілка.
- Засновано пивоварню Heineken.
- Папа римський Пій IX проголосив Syllabus Errorum.
- Засновано Бухарестський університет.
- Утворився Перший Інтернаціонал.
- Засновано Купецький банк Галіфаксу, попередник Королівського банку Канади.

### У науці
- Вільям Гаґґінс уперше виміряв спектри газових туманностей.
- Джон Ньюлендс та Лотар Юліус Маєр незалежно запропонували свої періодичні системи елементів.
- Шарль Ерміт запровадив поліноми Ерміта.
- П'єр Мартен запропонував спосіб отримання литої сталі у печах, що були названі за його ім'ям мартенівськими.

### У мистецтві
- Чарлз Дікенс почав друкувати місячними випусками роман «Наш спільний друг».
- Жуль Верн видав роман «Подорож до центру Землі».
- Александр Дюма (батько) написав роман «Луїза Сан-Феліче».

### У спорті
- Засновано клуб австралійського футболу «Карлтон».

## Народились
Дивись також Категорія:Народились 1864
- 13 січня — Вільгельм Він, австрійський фізик.
- 18 січня — Іван Їжакевич, видатний український живописець, письменник і графік; художній керівник рисувальної школи в Києво-Печерській лаврі, розписав Свято-Покровську церкву у Покровському монастирі, Церкву Всіх Святих і Храм преподобних Антонія та Феодосія Печерських Києво-Печерської лаври.
- 20 березня — Василь (Липківський), український релігійний діяч.
- 27 березня — Карл Йоєль, німецький філософ.
- 8 квітня — Жузеп Льїмона, іспанський скульптор.
- 21 квітня — Макс Вебер, соціолог.
- 11 травня — Етель Ліліан Войнич, англійська письменниця.
- 3 червня — Ренсом Елі Олдс, американський винахідник і промисловець.
- 14 червня — Алоїз Альцгеймер, американський психіатр, патолог.
- 22 червня — Герман Мінковський, німецький математик.
- 11 вересня — Грабовський Павло Арсенович, поет, публіцист, перекладач.
- 17 вересня — Коцюбинський Михайло Михайлович, видатний український письменник і громадський діяч.
- 24 листопада — Анрі Тулуз-Лотрек, французький живописець, постімпресіоніст

## Померли
Див. також Категорія:Померли 1864